# Ferdinand Kronawetter

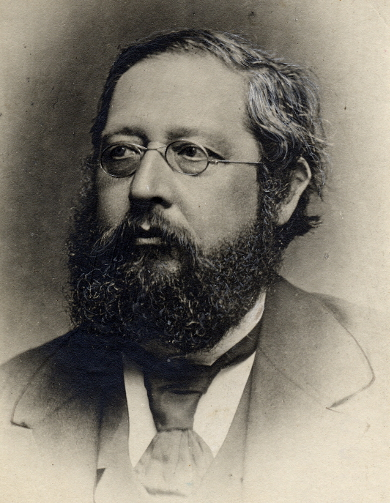
Ferdinand Kronawetter

Ferdinand Kronawetter (* 26. Februar 1838 in Wien; † 20. Januar 1913 in Pottschach, Niederösterreich) war ein österreichischer linksliberaler Politiker.

## Leben
Ferdinand Kronawetter war der Sohn eines Schlossermeisters. Er studierte Rechtswissenschaften an der Universität Wien, an der er 1862 das Doktorat ablegte. Seit 1860 war er schon Konzeptspraktikant beim Magistrat der Stadt Wien.
1873 gründete Kronawetter einen demokratischen Verein in Wien-Josefstadt, aufgrund dessen er in den Reichsrat gewählt wurde. Dort schloss er sich der kleinen Fraktion der Demokraten an. Einer seiner Mitstreiter war der als Hoffnung der Demokraten geltende junge Karl Lueger. Es kam jedoch zum Bruch, da Lueger Antisemit wurde und sich der Fraktion der Christlichsozialen anschloss. Kronawetter gilt als Urheber des von August Bebel aufgegriffenen Wortes vom Antisemitismus als „Sozialismus des dummen Kerls“, womit er die populistische Politik Luegers beschrieb.
Bei der Wahl 1882 knapp nicht gewählt, gelang ihm 1885 der neuerliche Einzug als Abgeordneter in den Reichsrat. Seit dieser Zeit arbeitete er eng mit Engelbert Pernerstorfer zusammen und betätigte sich als Fürsprecher für die Arbeiterschaft. Er gehörte jedoch nie der Sozialdemokratischen Fraktion an.
1891 unterlag Kronawetter knapp dem Kandidaten der Vereinigten Christen, Aloys von Liechtenstein. Er wurde aber 1892 bei einer Nachwahl in der Inneren Stadt mit liberaler Unterstützung doch noch gewählt. 1897 schloss er sich den Wiener Fabier Gesellschaft und der kleinen Fraktion der Sozialpolitischen Partei an. 1898 trat Kronawetter beim Magistrat in den Ruhestand. Von 1896 bis 1902 war er Abgeordneter des Niederösterreichischen Landtags. 1901 kandidierte Kronawetter nicht mehr für den Reichsrat.
1924 wurde die Kronawettergasse in Wien-Favoriten nach ihm benannt, ebenso die städtische Wohnhausanlage Dr.-Kronawetter-Hof (1925/26) in der Pfeilgasse 47–49. Im Hausflur befindet sich eine Gedenktafel mit Porträtrelief Kronawetters von Michael Drobil.

## Bedeutung
Auf Landesebene forderte Kronawetter bereits 1879 das allgemeine Wahlrecht, blieb aber ohne Erfolg. Er unterstützte 1880 einen diesbezüglichen Initiativantrag Georg von Schönerers. Gemeinsames Ziel war es, dadurch die Vorherrschaft der Liberalen zu brechen.
Kronawetter forderte weiters das Selbstbestimmungsrecht der Nationen und war 1879 gegen den Berliner Vertrag 1878. Er trat für die verfassungsmäßig verbürgten Grundrechte der Bevölkerung ein und kämpfte gegen die Korruption. So erhob er 1898 Anklage gegen den Ministerpräsidenten Kasimir Felix Badeni wegen Verschleuderung von Staatsvermögen. Jede Art von Privilegien lehnte er ab.
Er engagierte sich für die Menschenrechte, trat als Antiklerikaler für eine Trennung von Staat und Kirche ein und trat gegen den Antisemitismus auf. Kronawetter wurde als das „Gewissen des Abgeordnetenhauses“ bezeichnet.
Auf städtischer Ebene machte sich Kronawetter als Grundeinlösungskommissär beim Bau der I. Wiener Hochquellenwasserleitung, beim Erwerb des Areals für den Wiener Zentralfriedhof und bei der Reform der Gemeindesteuern verdient. Er schuf auch die Grundlage für die spätere Kommunalisierung der Straßenbahn durch seine Beschwerde beim Verwaltungsgerichtshof gegen die private Tramwaygesellschaft.
Kronawetter war ein ausgesprochener politischer Einzelkämpfer, der sich keiner großen Partei anschloss.